# Zákop

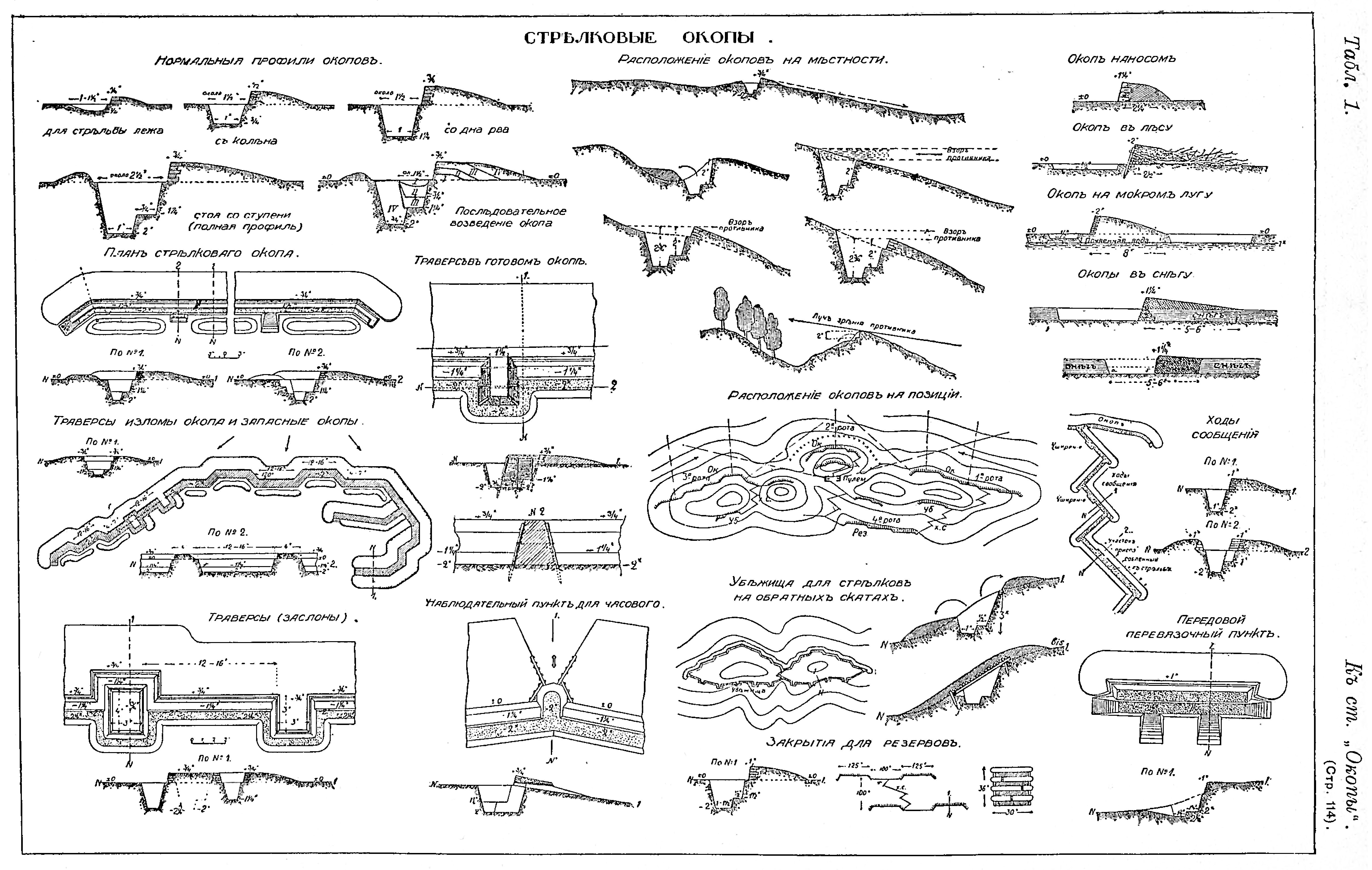
Zákop

Zákop je vojenská obranná stavba určená ke skrytí a ochraně živé síly nebo techniky před palbou protistrany.
Zpravidla se jedná o výkop vedený kolmo nebo mírně šikmo ke směru očekávané palby. Na čelní i týlové straně může být zákop opatřen násypy, které na čelní straně chrání před střelami a střepinami, na týlové straně před střepinami. Tyto násypy tvoří tzv. předprseň zákopu. V zákopu se zřizují palebná místa s průhledy valem pro vedení palby, místa úkrytu a další podle využití zákopu. Podle předpokládané doby setrvání v zákopu nebo kvality podloží, ve kterém jsou hloubeny, mohou být zákopy vybaveny pažením, které zákop zpevňuje, případně překrytím. Zákopy se budují zalomené nebo odsazené tak, aby byl omezen účinek odlétajících střepin při přímém zásahu zákopu granátem.